# Dick Pound
Richard William Duncan Pound (22 de marzo de 1942), conocido como Dick Pound, es un exnadador y abogado canadiense, conocido sobre todo por ser uno de los principales impulsores de la lucha antidopaje. Fue vicepresidente del Comité Olímpico Internacional y el primer presidente de la Agencia Mundial Antidopaje, agencia que él mismo impulsó para fomentar y mejorar la batalla contra el dopaje en el deporte.

## Biografía
En su juventud participó como nadador en los Juegos Olímpicos de Roma 1960, tanto en la prueba individual de 100 metros libres (fue sexto) como en relevos. Después, se licenció en Derecho.
Pound era vicepresidente del Comité Olímpico Internacional cuando, en los Juegos Olímpicos de Seúl 1988, su compatriota Ben Johnson (en un principio campeón olímpico de los 100 metros lisos) dio positivo; Pound, consternado, se encargó del caso personalmente, que terminó con la descalificación del atleta por dopaje. Este proceso marcó a Pound, que se convirtió en un férreo impulsor de la lucha antidopaje.
En 1999 impulsó la creación de la Agencia Mundial Antidopaje (AMA) por parte del COI; el propio Pound fue el primer presidente de la institución.
En 2001, ante la marcha de Juan Antonio Samaranch, se presentó como candidato a la presidencia del COI, aunque quedó tercero en las votaciones tras sus rivales, el belga Jacques Rogge (quien fue elegido presidente) y el surcoreano Kim Un-Yong (quien había participado en los escándalos de corrupción de los Juegos Olímpicos de Salt Lake City 2002 y que sería posteriormente sancionado por el gobierno surcoreano).
En 2007, al final de su presidencia en la AMA, anunció su intención de no presentarse a la reelección. Durante la III Conferencia Mundial Antidopaje celebrada en noviembre en Madrid (España), en la que se eligió a su sucesor, Pound realizó la siguiente reflexión sobre la Operación Puerto:
"Nos preocupa que algunos informes sugieran que los únicos deportistas que estaban envueltos fueran ciclistas. No me parece creíble."
Pound dejó oficialmente la presidencia de la AMA el 31 de diciembre de 2007, siendo relevado por el australiano John Fahey. Su labor en la lucha antidopaje le llevó a ser galardonado con el Premio Laureus al Espíritu Deportivo en 2008.
En la actualidad, Pound sigue trabajando en la lucha antidopaje.
En 2008 fue denunciado ante la corte suiza de Vevey por la UCI y Hein Verbruggen (expresidente del organismo) por sus críticas continuadas a la lucha antidopaje de estos dos últimos, que juzgaba insuficientes. En diciembre de 2009 los denunciantes retiraron los cargos tras llegar a un acuerdo extrajudicial con Pound, quien reconoció que algunos de sus comentarios pudieron parecer excesivos, si se interpretaron como que la UCI y Hein Verbruggen no hacían nada para combatir el dopaje; el acuerdo incluyó el compromiso de ambas partes a no hacer más comentarios al respecto y que cada parte correría con sus propios gastos derivados del proceso, que quedaba así concluido.

## Premios y reconocimientos
- Oficial de la Orden de Canadá (1992)
- Oficial de la Orden Nacional de Quebec (1993)
- Estrella de Oro y Plata de la Orden del Tesoro Sagrado de Japón (1998)[6]
- Premio Laureus al Espíritu Deportivo (2008)[4]